# Цюрихський договір
Цюрихські договори — договори між Французькою імперією, Австрійською імперією і Сардинським королівством, підписані 10 листопада 1859 в Цюриху. Цим завершилась війна Франції та Сардинського королівства з одного боку та Австрії — з іншого, найбільшою битвою якої була Битва під Сольферіно. Битва закінчилась перемогою франко-італійської коаліції.
8 липня 1859 у Віллафранці (Італія) було укладено сепаратне перемир'я, після чого бойові дії припинились. Згідно з умовами цього перемир'я імператор австрійський Франц Йосиф I поступився Ломбардією. Наполеон III передав її королю Сардинському Віктору-Еммануїлу в обмін за Ніццу і Савойю, що відійшли до Франції.
Сардинський уряд не був задоволений такими скромними результатами війни, але Сардинія була надто слабкою для самостійної боротьби проти Австрії. Запланована конфедерація, формально демонструючи італійську єдність, мала на думці Наполеона III насправді закріпити роздробленість Італії.
Цюрихські договори включали:
- австро-французький мирний договір,
- франко-сардинський договір,
- загальний австро-франко-сардинський мирний договір.